# Faaborg
Faaborg o Fåborg è un centro abitato della Danimarca situato nella regione della Danimarca Meridionale (Syddanmark) sulla costa sudoccidentale dell'isola della Fionia.

## Geografia
Faaborg dista circa 25 km da Svendborg e circa 35 km da Odense, a nord della cittadina si trova l'area boschiva e collinare chiamata Svanninge Bakker. Il centro storico della cittadina è situato sulla lingua di terra che separa il lago Sundet e la baia di Faaborg.

## Storia
Faaborg è citato per la prima volta in un documento, che si trova nell'Archivio Nazionale francese a Parigi, del 25 giugno 1229. Si tratta di un atto di donazione del castello di Faaborg come dono di nozze alla nuora di Valdemaro II di Danimarca. Questa data è stato usata come data di nascita ufficiale della città e quindi la città ha celebrato il suo 775º anniversario nel 2004.

## Monumenti e luoghi di interesse
Il centro mantiene le sue caratteristiche medievali, il monumento più caratteristico è la torre campanaria (Faaborg Klokketårn) alta 31 metri.
Dal porto partono collegamenti con le isole di Bjørnø, Lyø, Avernakø e il porto di Søby sull'isola di Ærø.